# Larrea (Buenos Aires)
Larrea es un pequeño paraje rural del partido de Alberti, provincia de Buenos Aires, Argentina.

## Ubicación
Se encuentra a 14 km al oeste de la ciudad de Alberti, a través de un camino rural que se desprende desde la Ruta Nacional 5.
Se ubica a la vera del Río Salado a 3 km al este de Mechita.

## Ferrocarril
Se encuentra la Estación Larrea del Ferrocarril Domingo Faustino Sarmiento; si bien por sus vías corren servicios de pasajeros, su estación no se encuentra en funcionamiento.

## Población
Durante los censos nacionales del INDEC de 2001 y 2010 fue considerada como población rural dispersa.